# Pacal

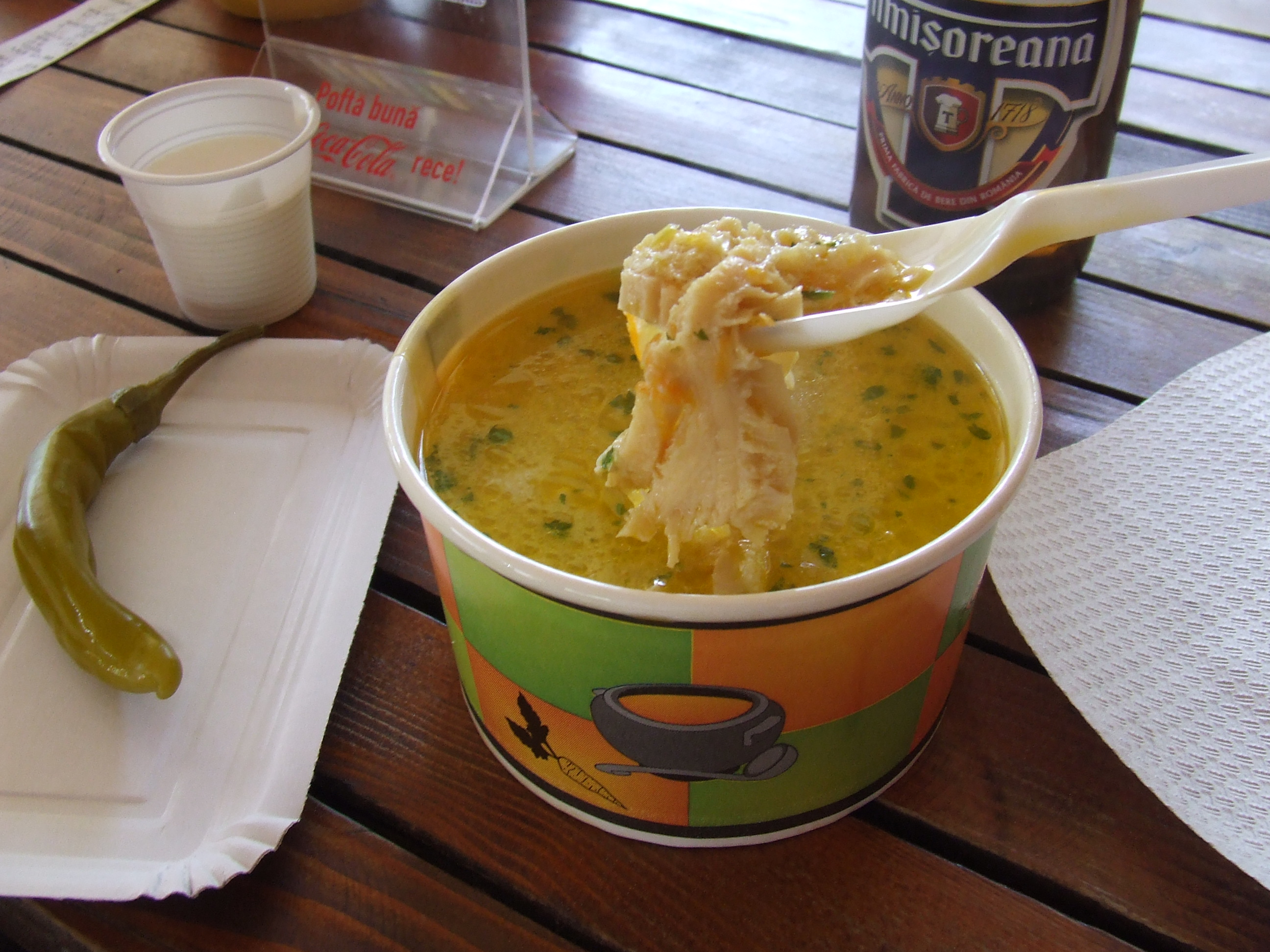
Erdélyi pacalleves a Gyilkos-tónál

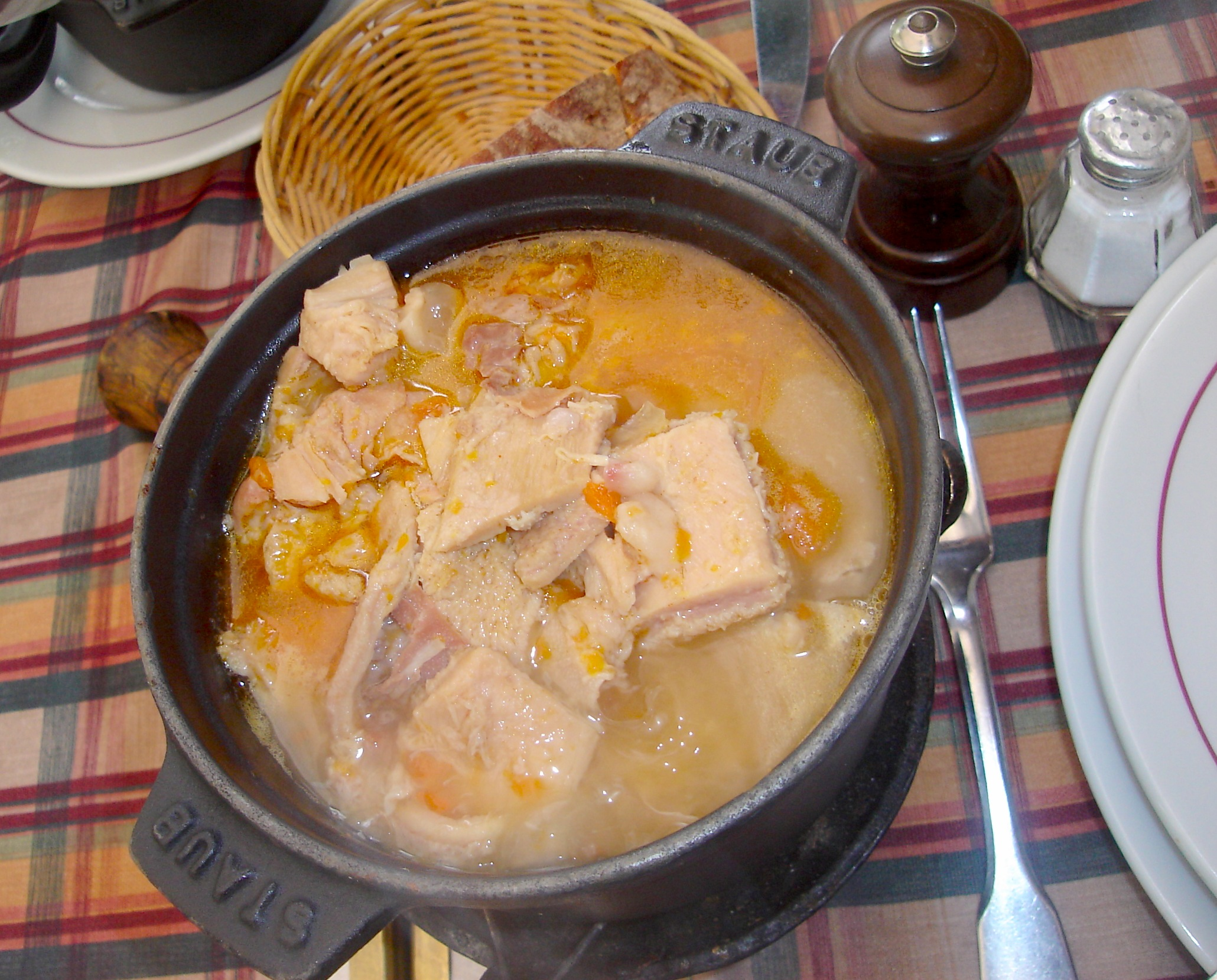
Tripe à la mode de Caen a híres normandiai fokhagymás-kakukkfüves pacal és borjúláb calvados-szal

A pacal többnyire a szarvasmarha kérődzéshez használt előgyomrából készülő ételalapanyag, de más állatból is készíthető (sertés, birka, harcsa). Magyarországon a pacalpörkölt elsődleges alapanyaga a csíkokra vágott nyers tisztított bendő. Számos étel alapja, a magyar konyhaművészet jellegzetes alkotóeleme. Váncsa István szerint: "A gondosan elkészített csülkös vagy még inkább csülkös-velős pacal a világ legjobb ételei közé tartozik." Sok országban előszeretettel fogyasztják a pacalból készült különlegességeket. Franciaországban az egyik legismertebb recept a calvados-szal készült pacal caeni módra (tripes à la mode de Caen), amelyet a világ legelőkelőbb éttermeiben is kínálnak.

## Feldolgozása

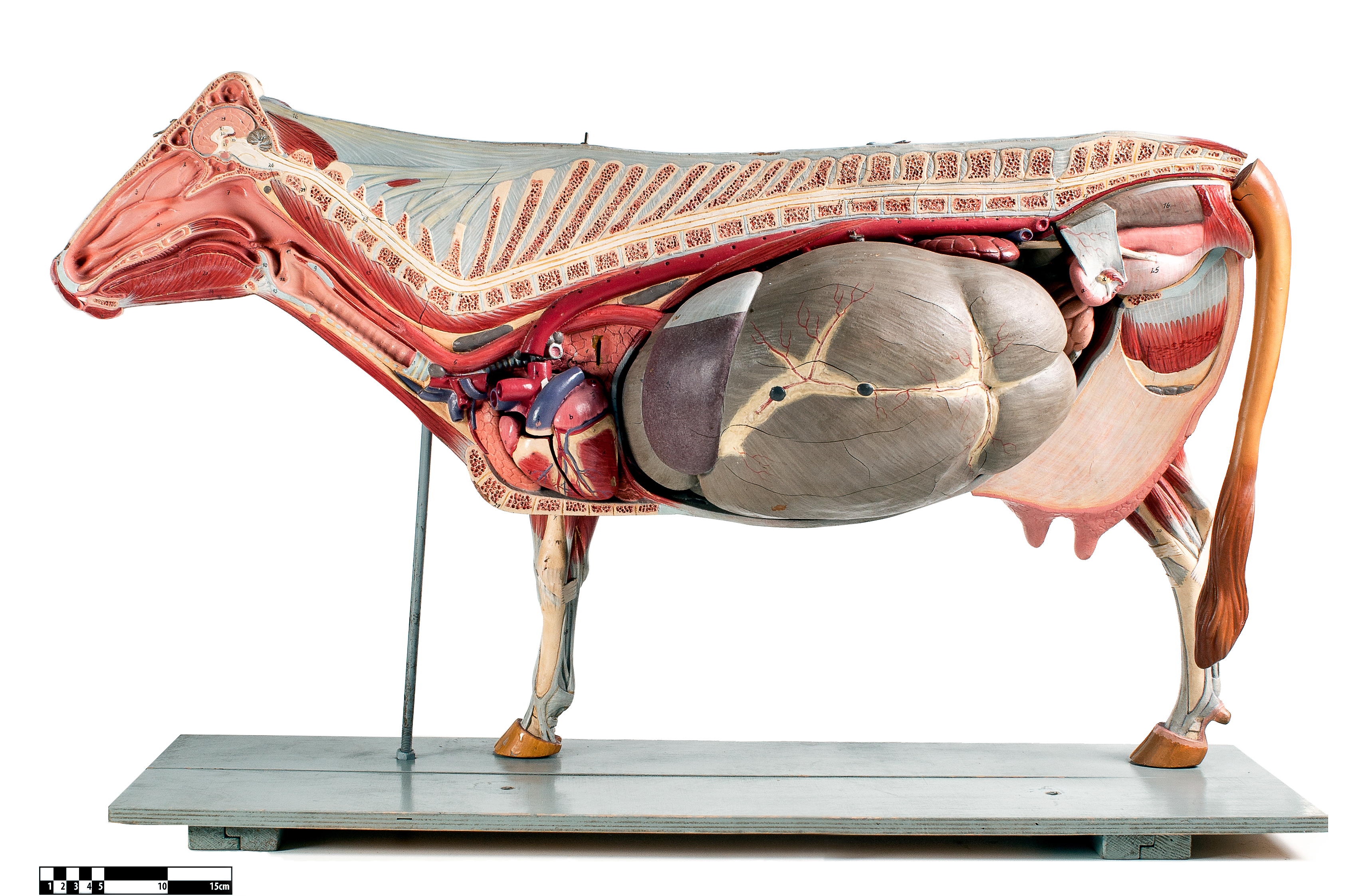
A szarvasmarha bendője 95-148 liter űrtartalmú

A kérődző állatok összetett gyomrának részei: bendő (rumen, frottírtörülköző), recés (reticulum, méhsejtpacal), százrétű (omasum), oltó (abomasum). A levágott marha gyomrát megtisztítják, felhasználás előtt kb. 1 cm széles csíkokra szeletelik. A pacal kollagén és simaizom tartalma, amely a belőle készült étel jellegzetes ízét adja, főleg a recésben található. Nagyipari technológia esetén általában ezt hidrogén-peroxidos kezelés követi, ettől a pacal hófehér színt kap. A hagyományosan tisztított és előfőzött, blansírozott pacal esetén a nyers pacal szürkés-vörös árnyalatú marad.

## Felhasználása

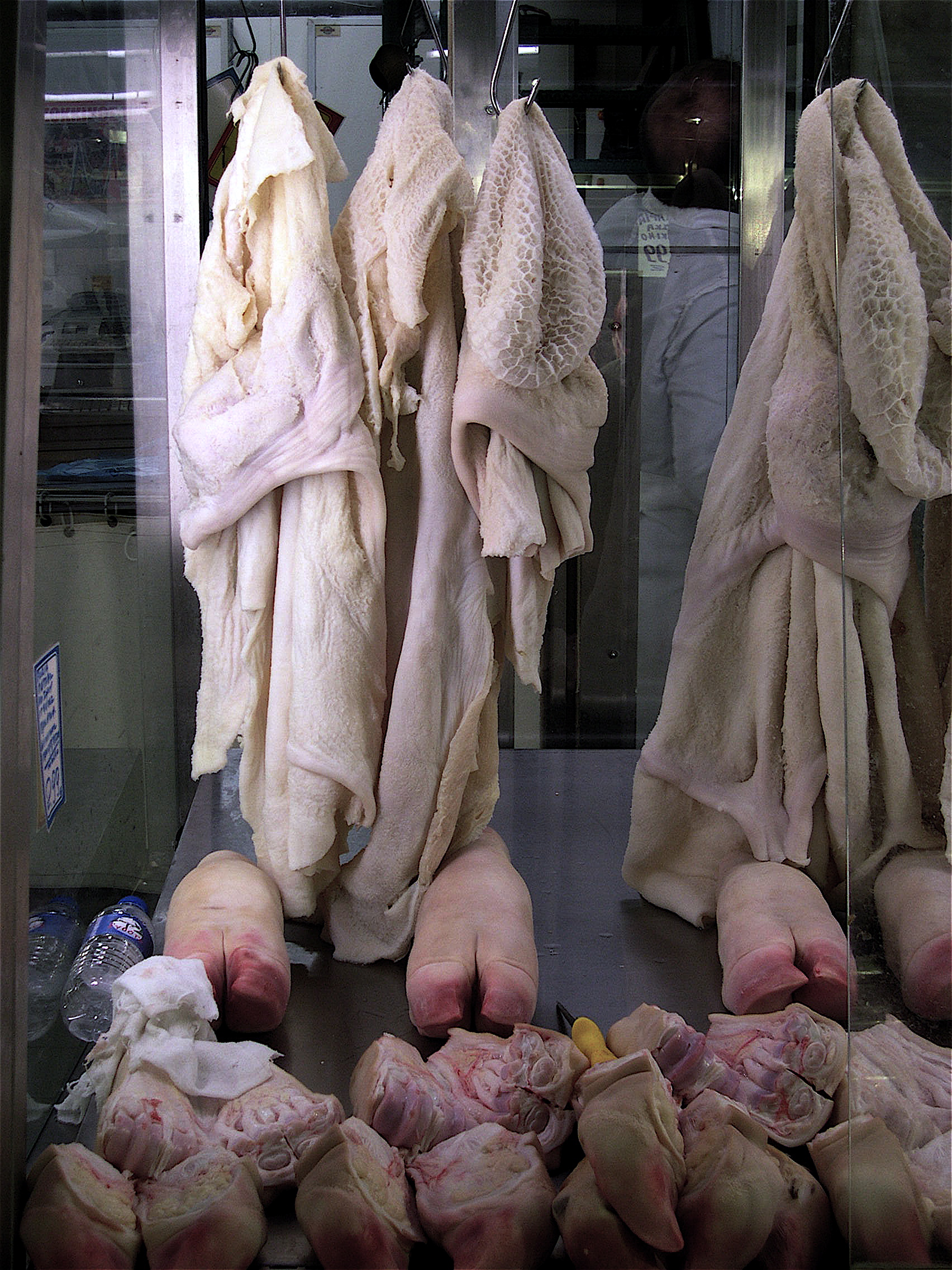
Nyers pacal lóg egy athéni piacon

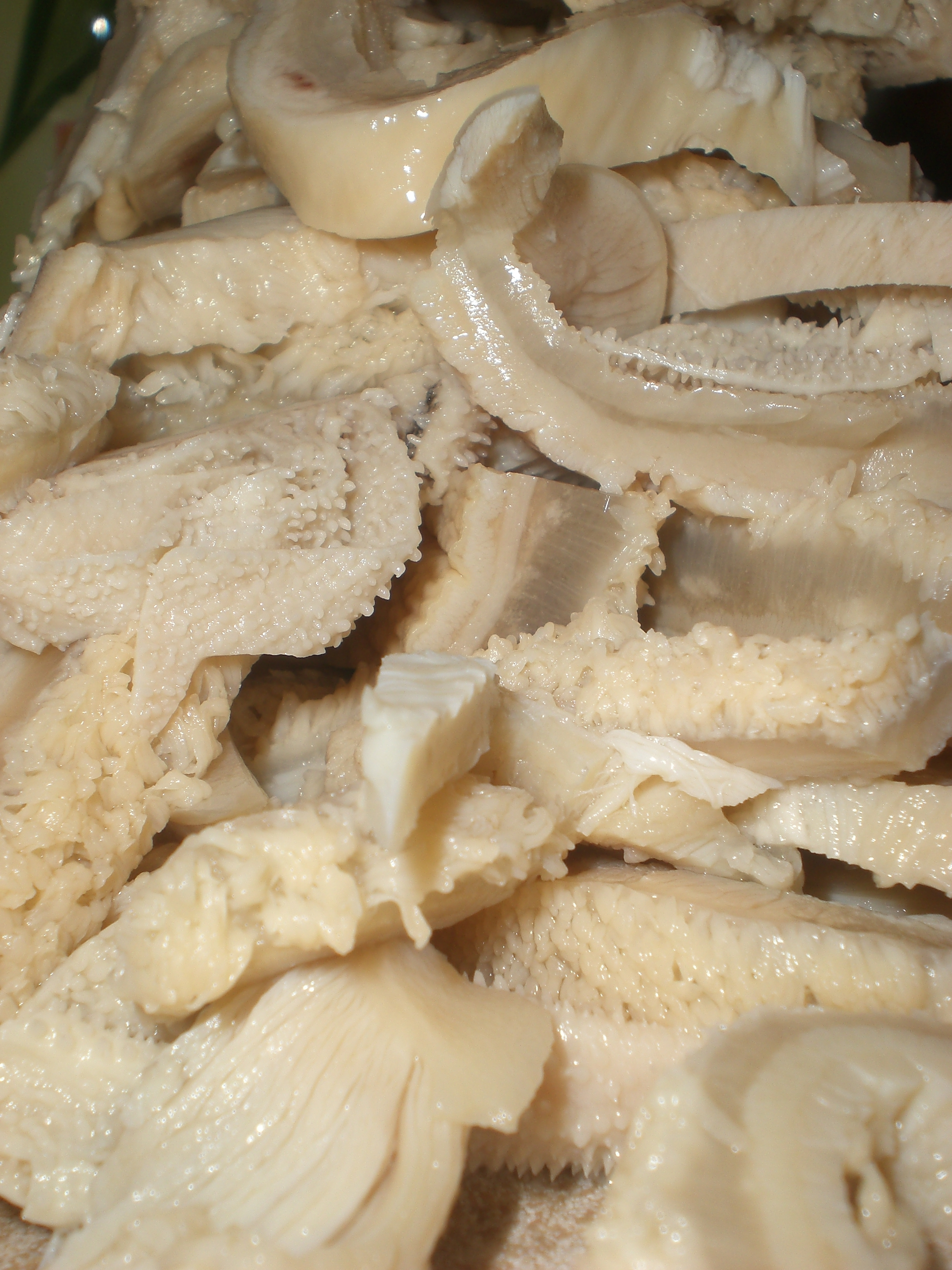
Előkészített laskára vagdalt pacal

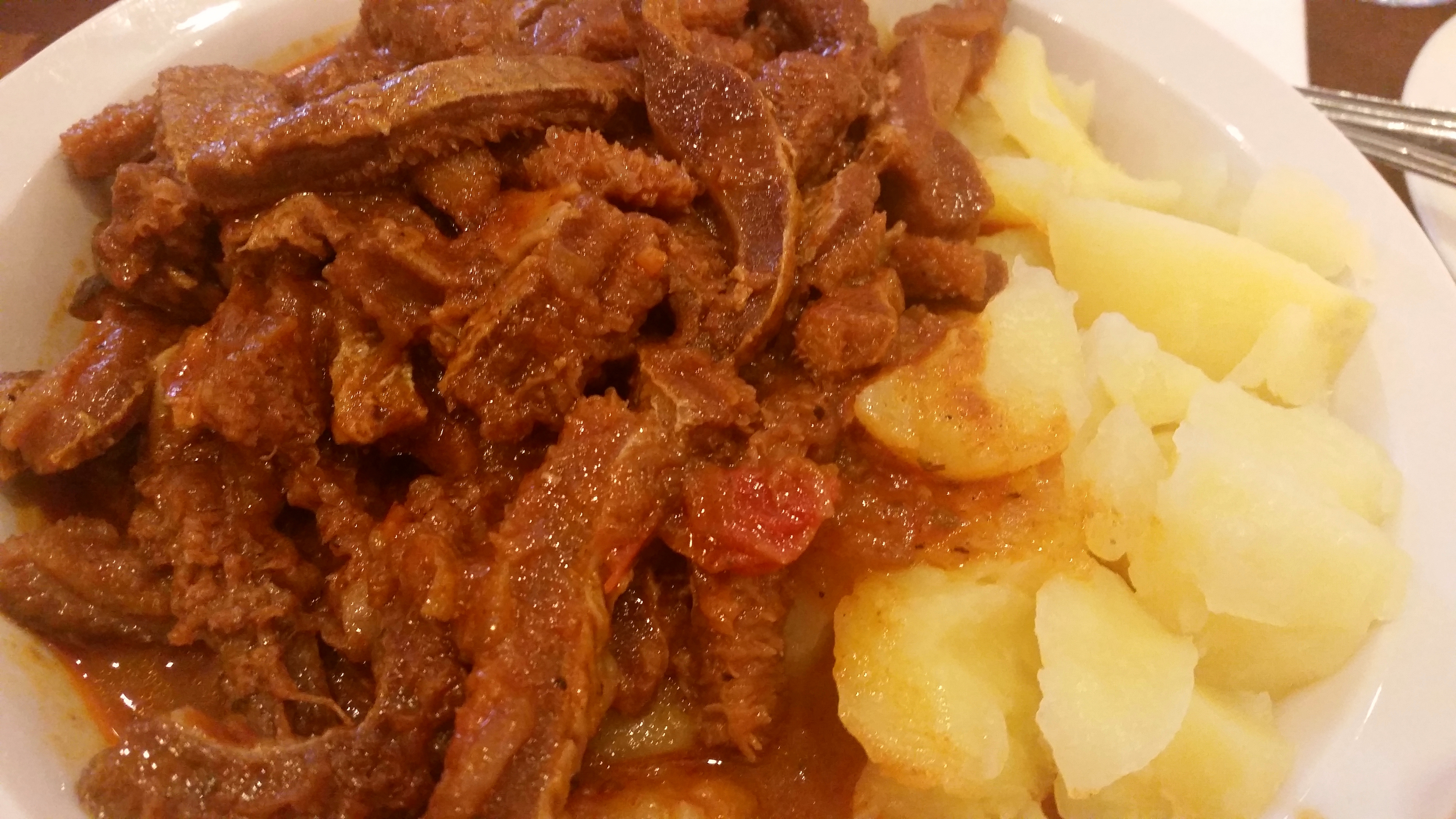
Pacalpörkölt sós burgonyával egy budapesti étteremben

Magyarországon többnyire más húsfajtákkal együtt pörköltet készítenek belőle, de használható alapanyag levesekbe és disznósajtba is. Változatai a körmös, csülkös, velős, gombás, füles, farkas ... pacal.
A gondosan megválasztott paczalt forró vízzel sok léből jól ki kell mosni, szép vékony laskára kell vagdalni, forró vízbe téve sóval jól megfőzni, aztán zöldségeket tenni közé. Egy fél liter jó tejfellel, pár kanál finomliszttel habarást készítsünk hozzá és pár keményre főtt tojást koczkára vágva elegyítsünk közé. A habarással gondosan feleresztjük, zöldpetrezselyem levelet aprítunk bele; mindezt felfőzzük, azután feltálalhatjuk. Van egy másik módja is, mely a következő: Tejfeles, habarás helyett készítsünk zsíros zsemleszín rántást, mellyel feleresztjük. Kevés czitromlével megsavanyítva tálaljuk fel.
Régen a pacalból készített ételek Magyarországon és külföldön is a szegény ember szegényes kosztja volt. Kedvelt savanyú leves volt a tüdőleves és a marhagyomorból készült pacalleves. A külföldi elkészítési módok az adott konyha hagyományainak függvényében nagy változatosságot mutatnak.
- Pacallevesek: a csíkokra vágott pacalt előfőzik, és csak a végén kerülnek bele a megfelelő ízesítő-, illetve kiegészítő anyagok. Ekkor állítják be a leves sűrűségét is különféle sűrítési technikákkal (habarás, rántás stb.)
- Pacalpörköltek: a magyar konyha pörköltként használja fel a pacalmennyiség majdnem száz százalékát. A szokásos hagymás pörköltalapon indul, és ekkor kerül bele az előfőzött pacal. Az étel bőséges fűszerezést kap, és többnyire csípősen kerül az asztalra. Általában sósburgonyával vagy puha kenyérrel tálalják.
- Rakott pacalételek: svájci, olasz, francia konyhák hírességei a besamellel, sajttal, gombával stb. lerakott és csőben megsütött pacalkülönlegességek.
- Olajban sült pacalok: manapság Magyarországon már nem nagyon készítik a rántott pacalt vagy a pacalvagdaltat.

## Felhasználás más országokban

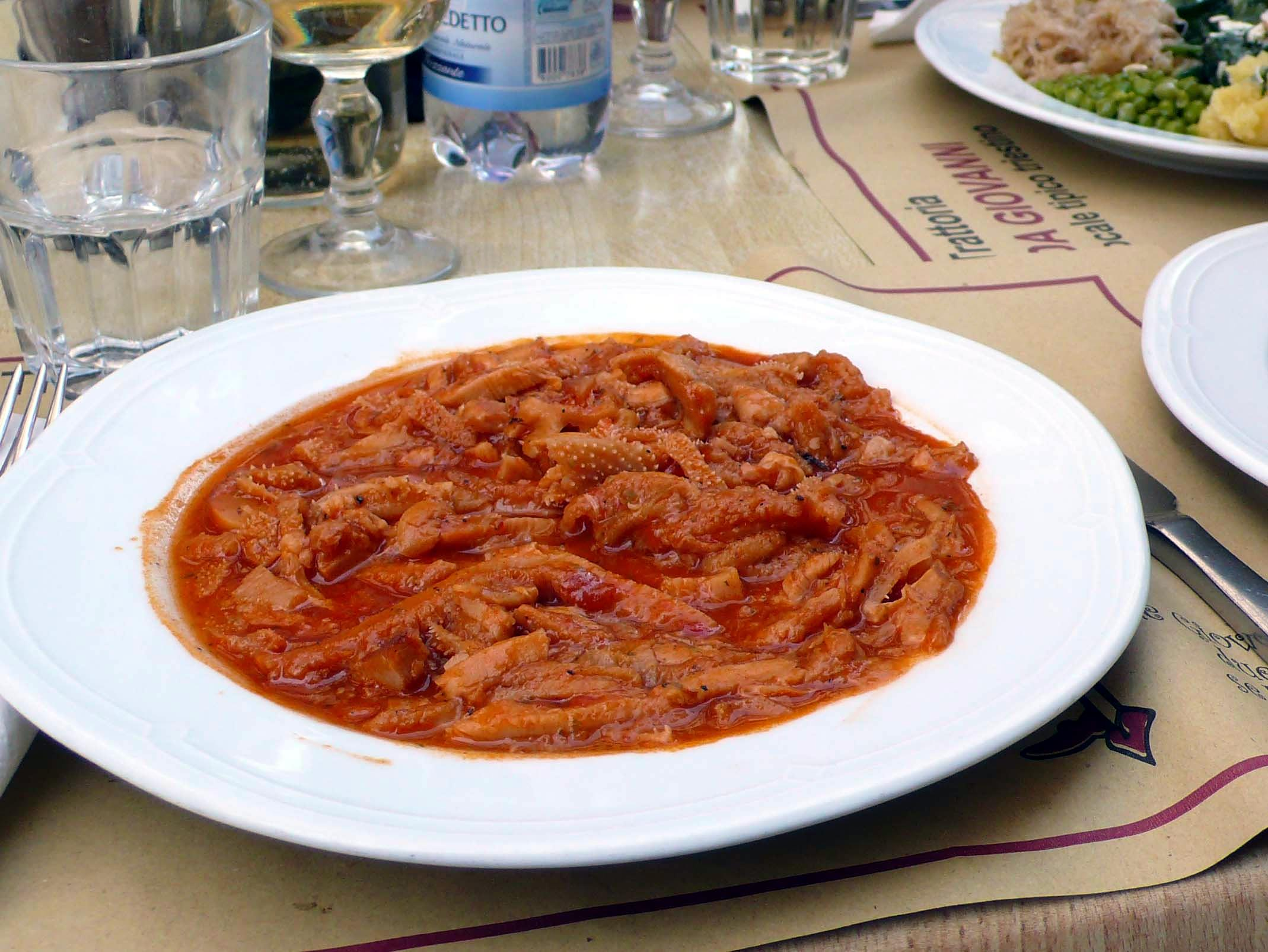
Trieszti pacalpörkölt

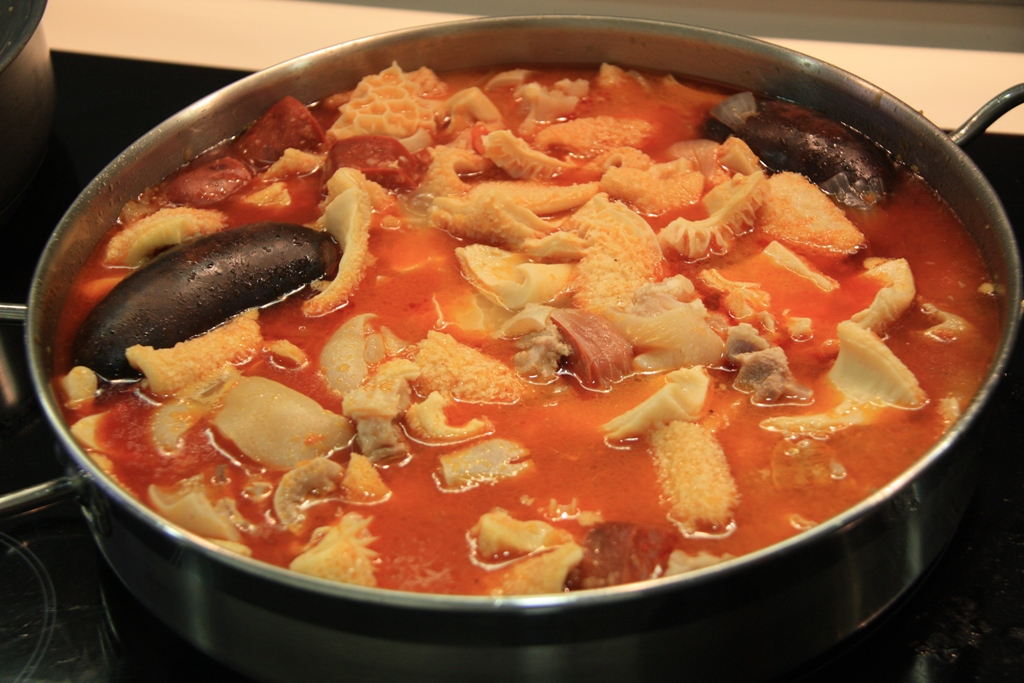
Spanyol étel a pacalból készült Callos a la Madrileña (Madridi pacal)

- Környező országokban szeretik a pacalt, elkészítési módja a magyaréhoz hasonló, de kevésbé jellemző a paprika használata.
- Lengyelországban flaki néven kedvelt étel.
- Törökországban iskembe a neve és a híres "Iskembe corbasi" nevű pacallevest készítik belőle, melyet puha kenyérrel fogyasztanak.
- Nyugat-Európában inkább levesben eszik, de bizonyos tartományokban nagyon sok más elkészítési mód is ismeretes. Olaszországban, Svájcban, Németországban (pl. Baden-Württemberg) és Franciaországban a legelegánsabb vendéglők étlapján is megtalálhatjuk.
- spanyol receptek: Callos a la Madrileña (Madridi pacal), Callos a la gallega (Csicseriborsós pacal).
- Portugáliában is fogyasztják, Porto városában nemcsak széles körben fogyasztott étel a tripas (sült pacal), de hozzátartozik a város történelméhez, legendáriumához.
- német receptek: Kuttel mit Linsen (Lencsés pacal), Kuttel sauer (Savanyú pacal).
- olasz receptek: Trippa alla fiorentina (Florentin pacal).
- svájci receptek: Busecca alla casalinga (Házias pacalleves).
- Az USA-ban jellemzően nem fogyasztanak belsőségeket, ezért ott alig kaphatunk pacalt. Ott többnyire állateledel lesz belőle.
- Noha a pacal, mivel marhából készül, elkészíthető kóser formában, Izrael államban jellemzően szintén nem fogyasztják.

## Galéria

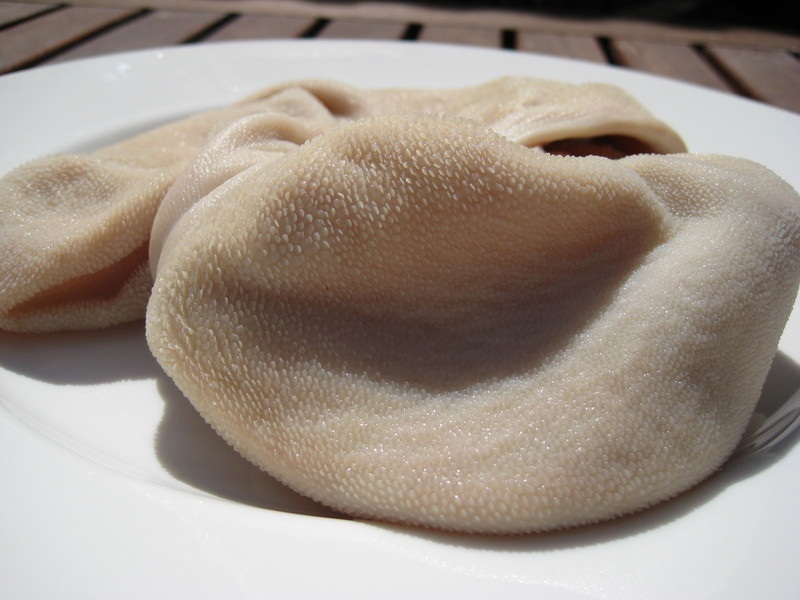
Bendő
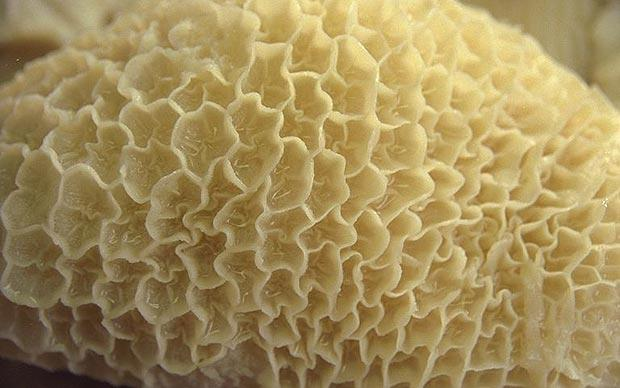
Recés
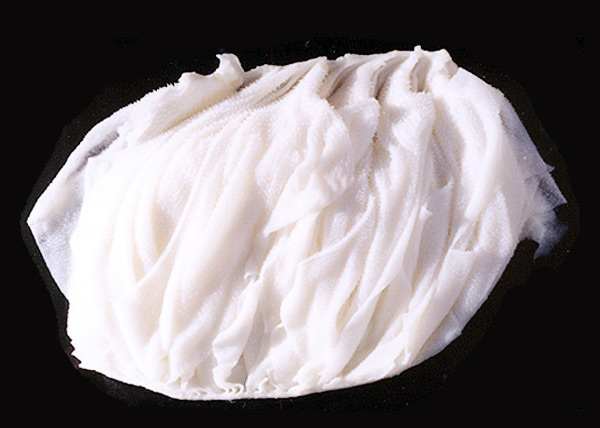
Százrétű
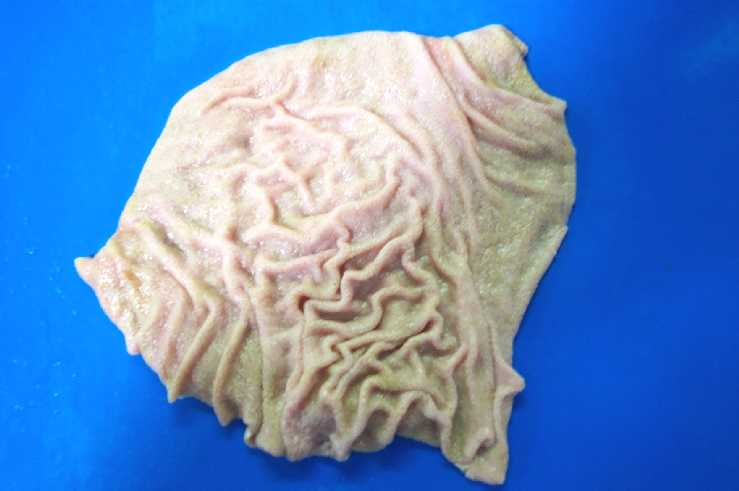
Oltó

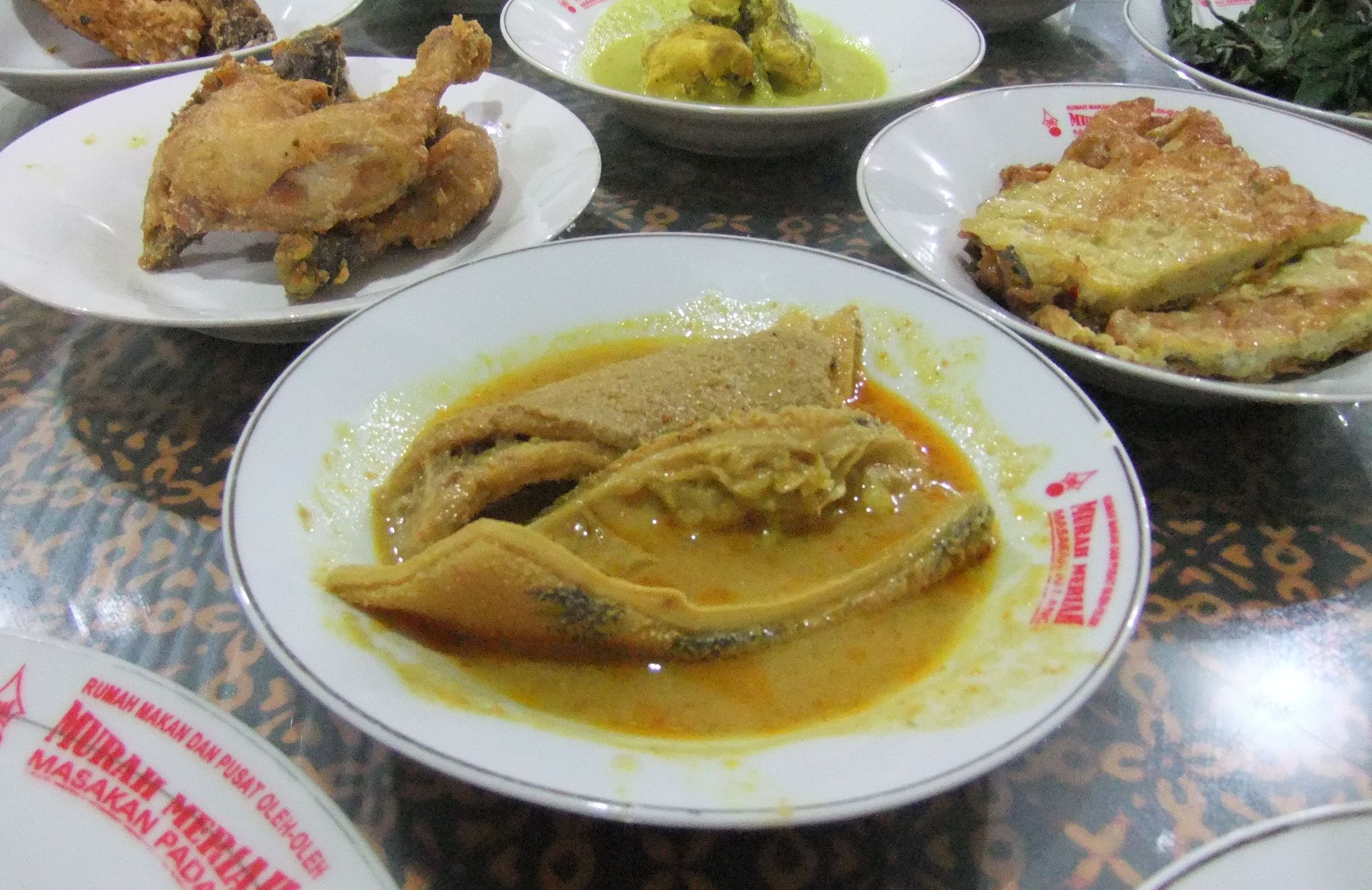
Indonéz gulai babat
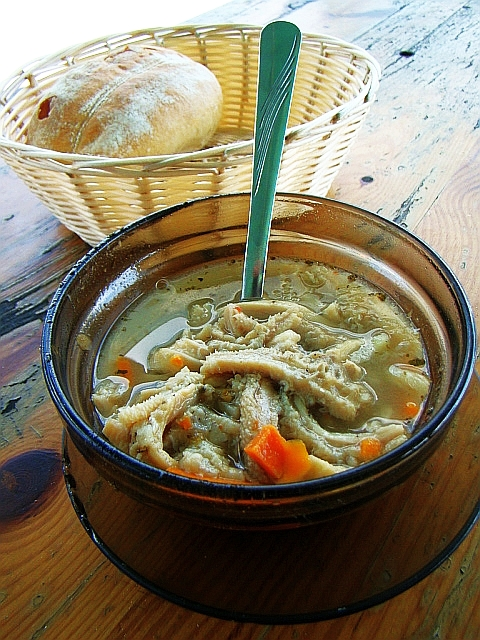
Lengyel Flaki
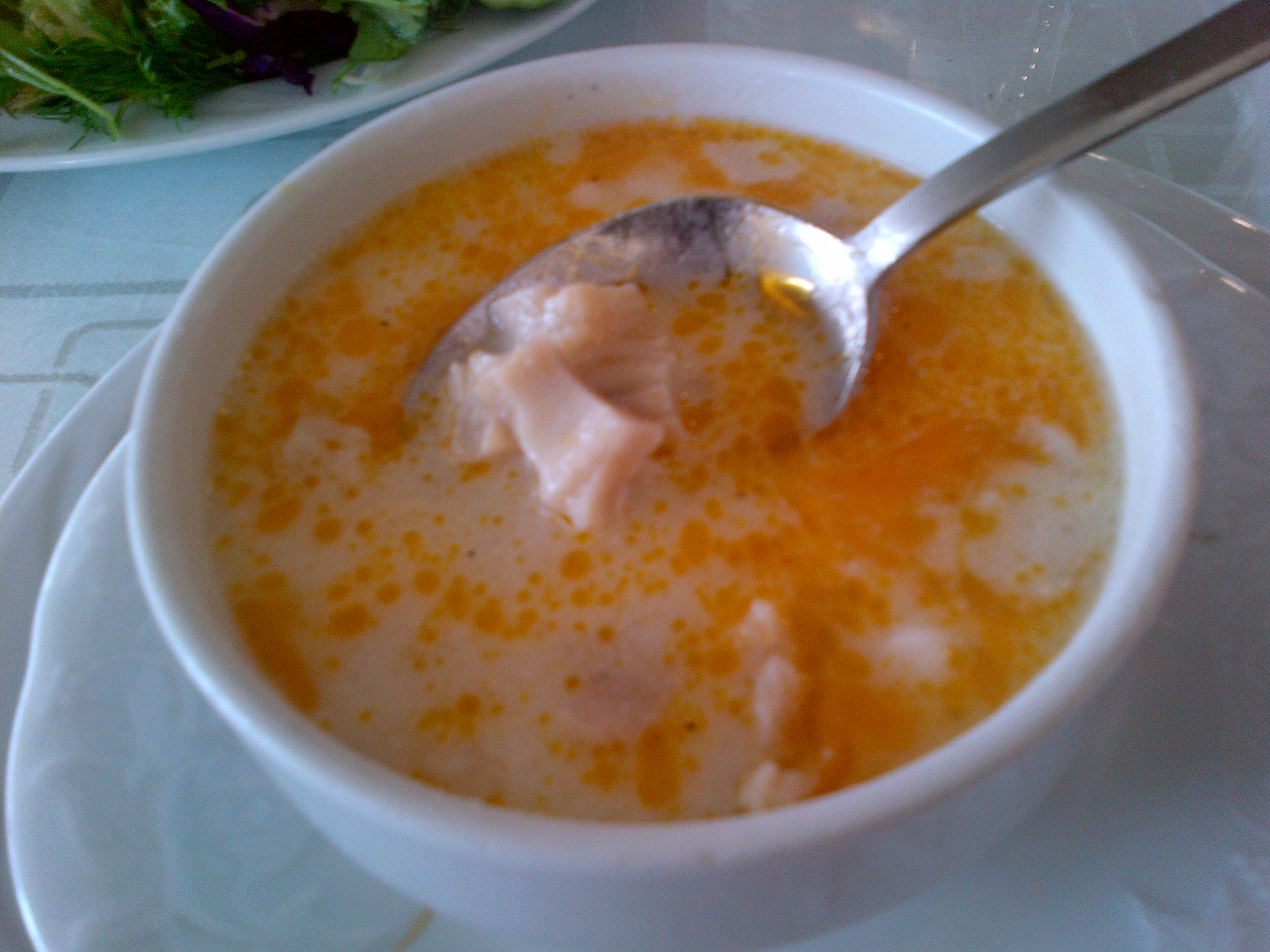
Török Iskembe corbasi
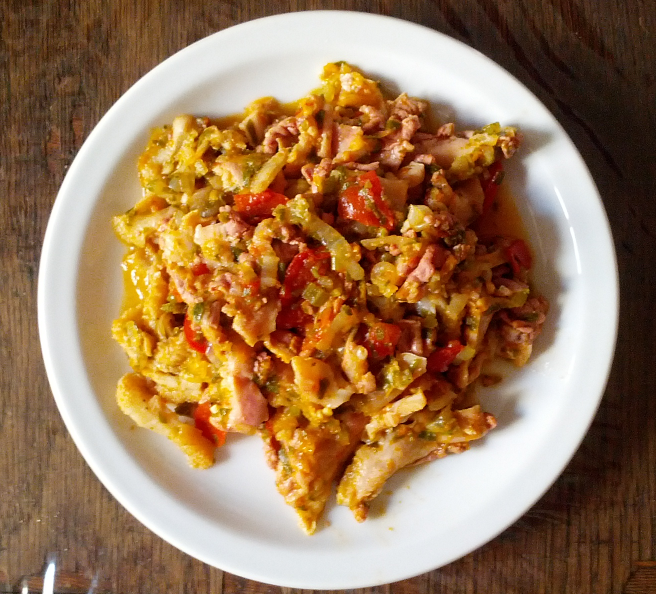
Olasz Trippa alla fiorentina
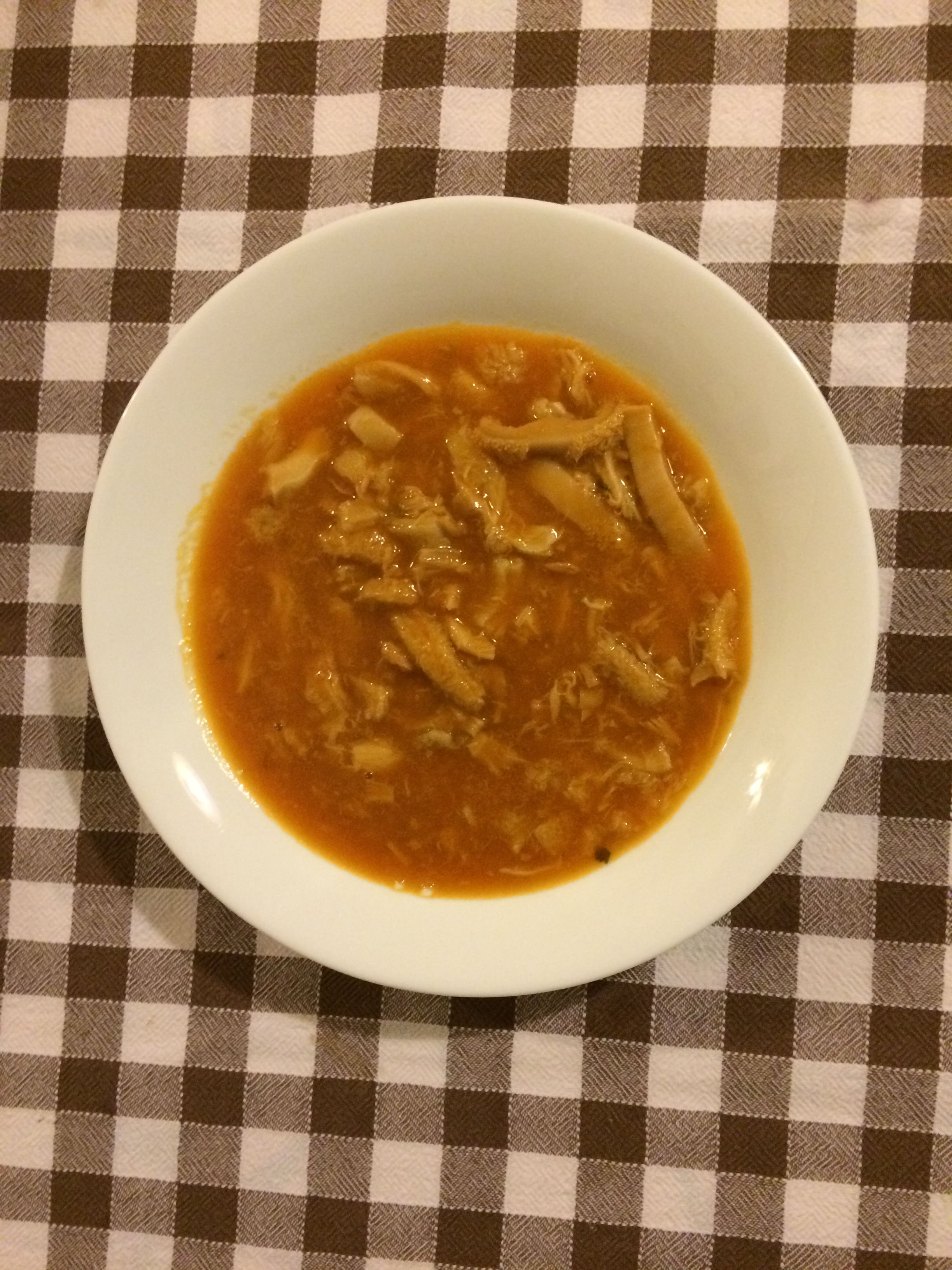
Olasz Trippa alla milanese
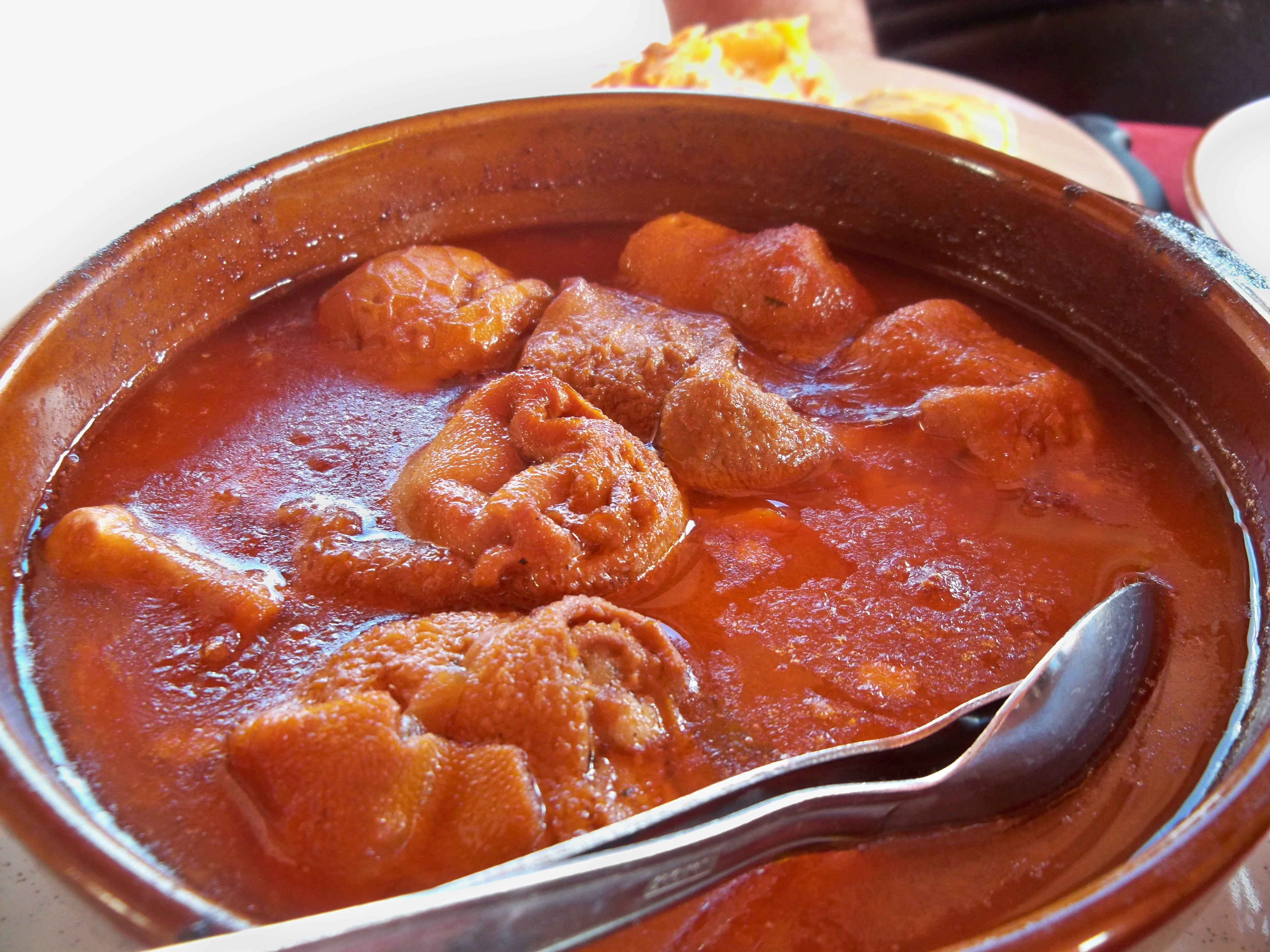
Francia Défarde à Sahune
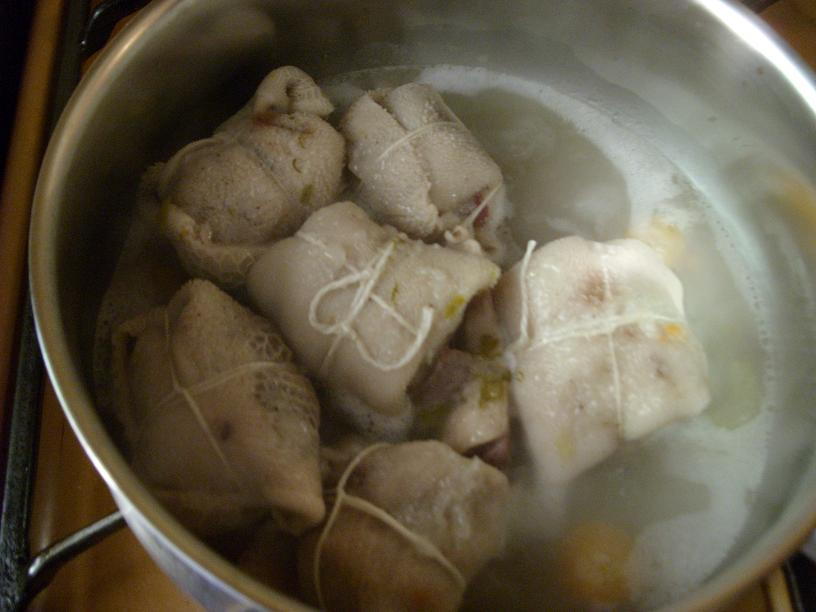
Francia Tripoux
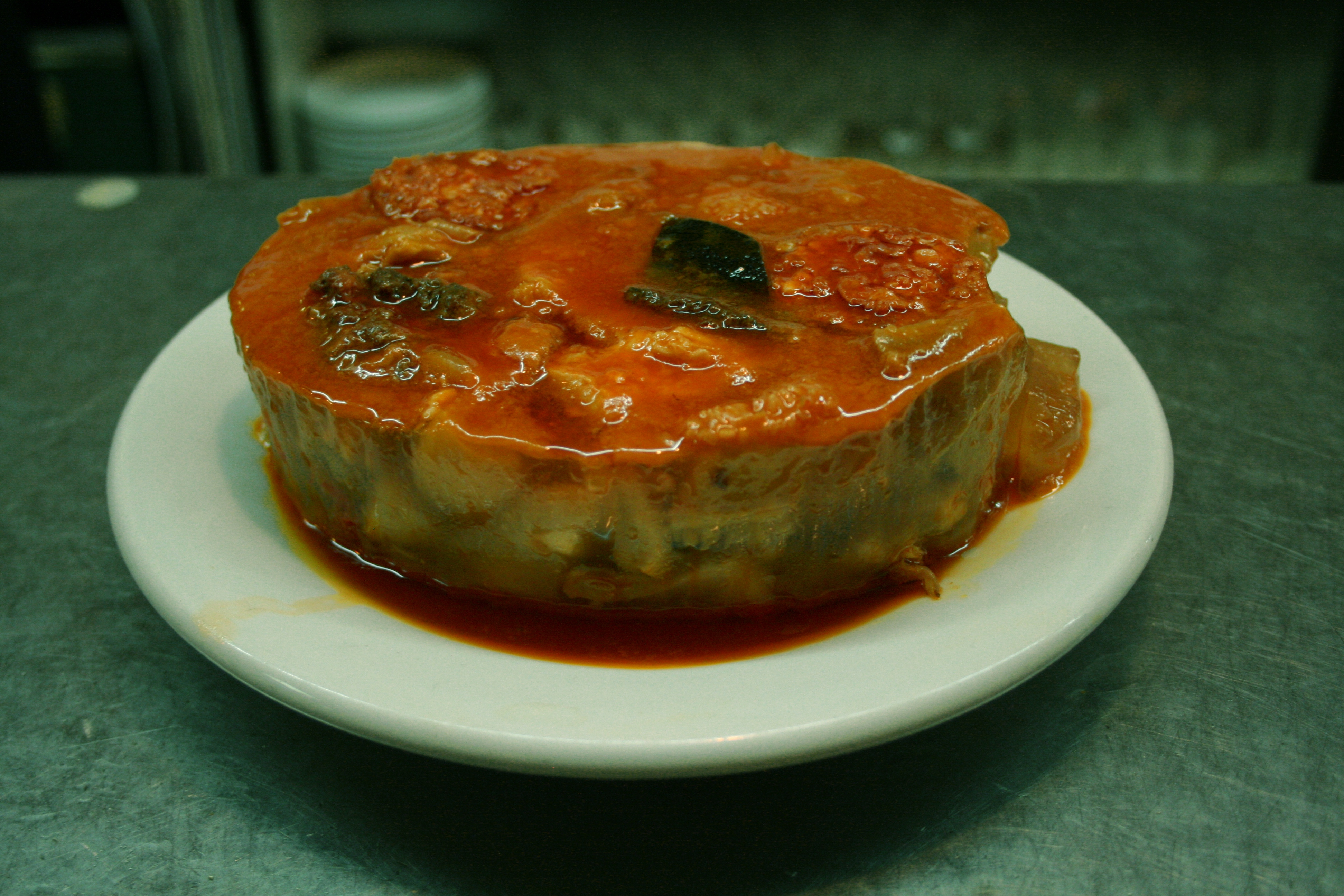
Spanyol Callos a la Madrilleña
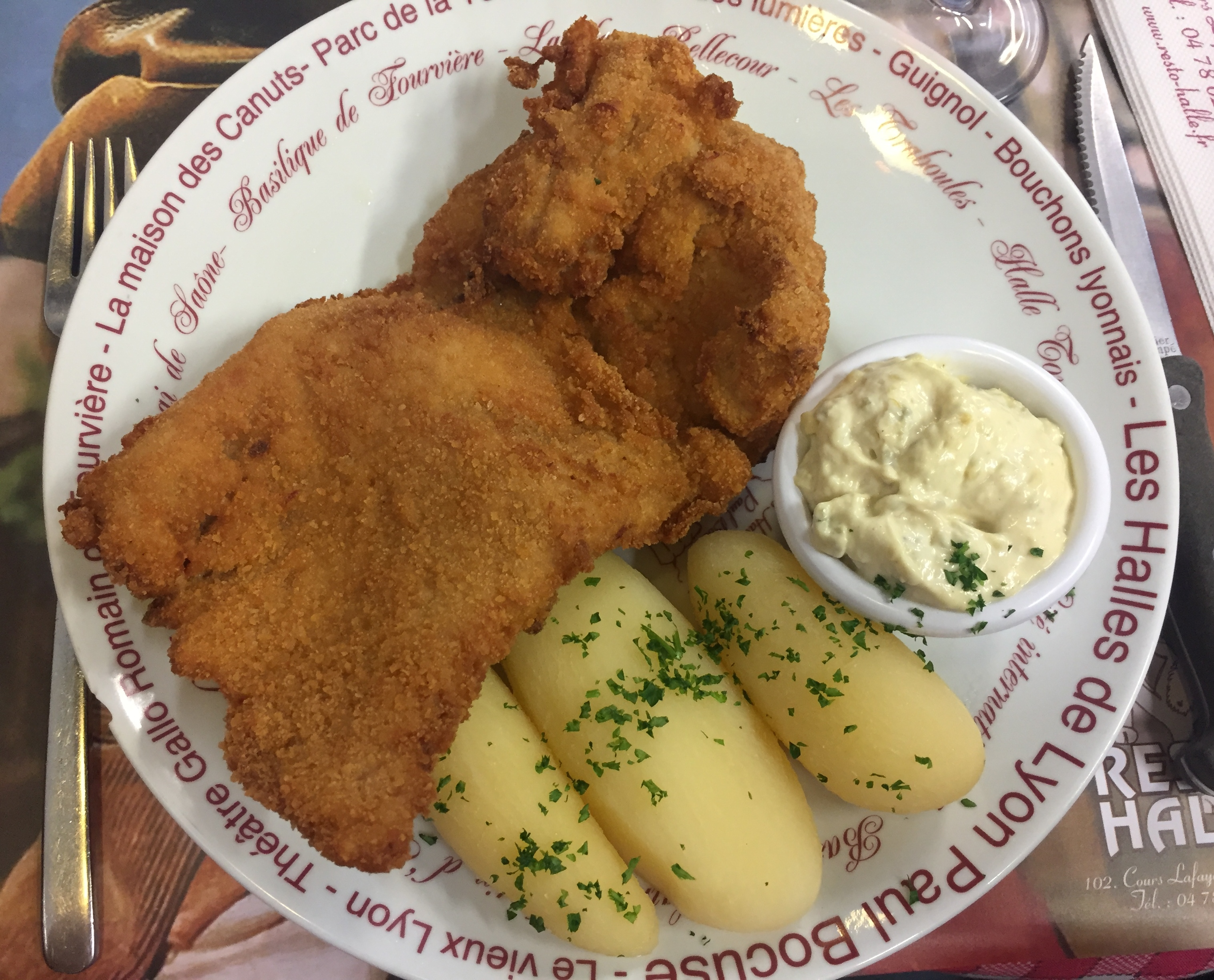
Francia Tablier de sapeur
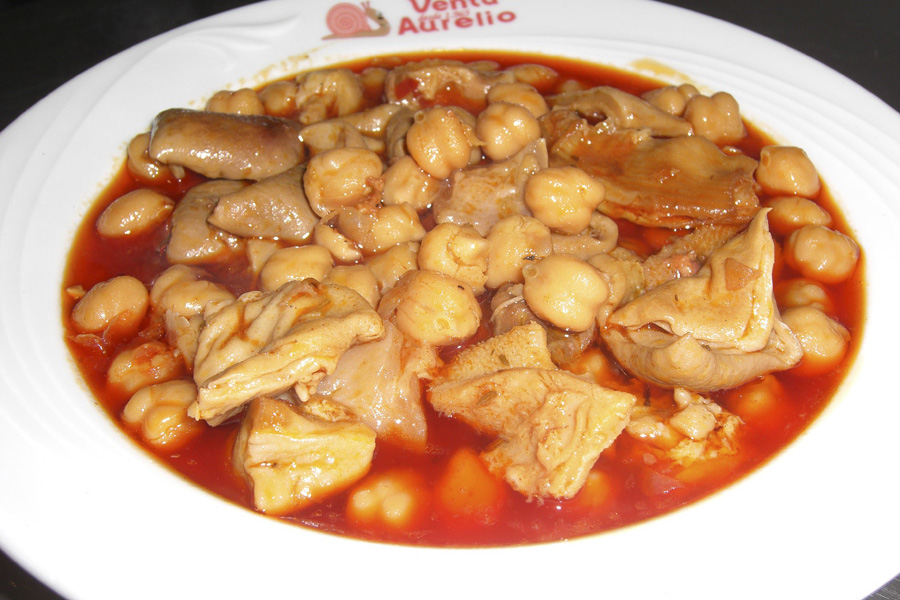
Menudo mexikói pacalleves
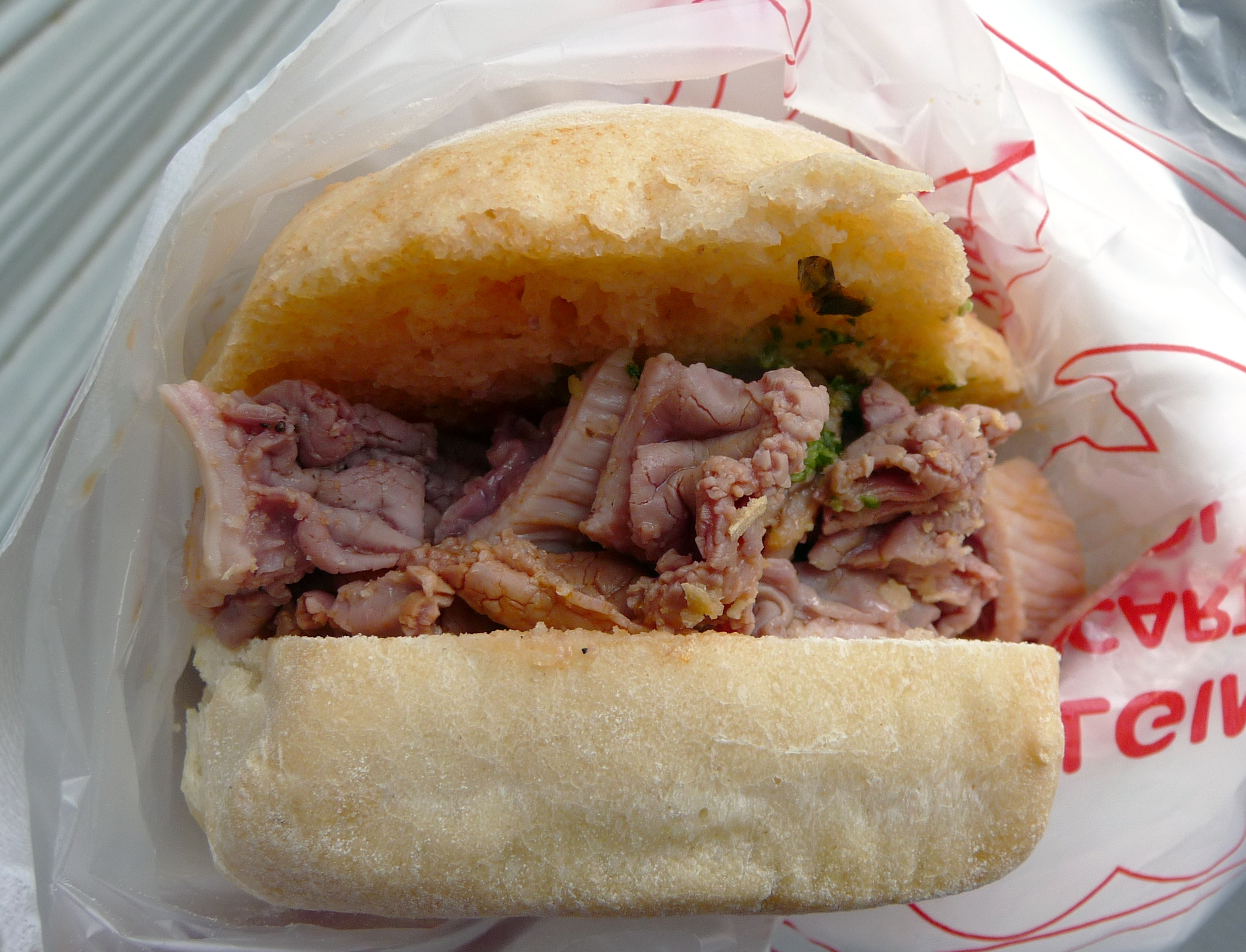
Firenzei panino al lampredotto, con salsa verde szendvics, félbevágott (sótlan) toszkán zsemlében és zöld mártással
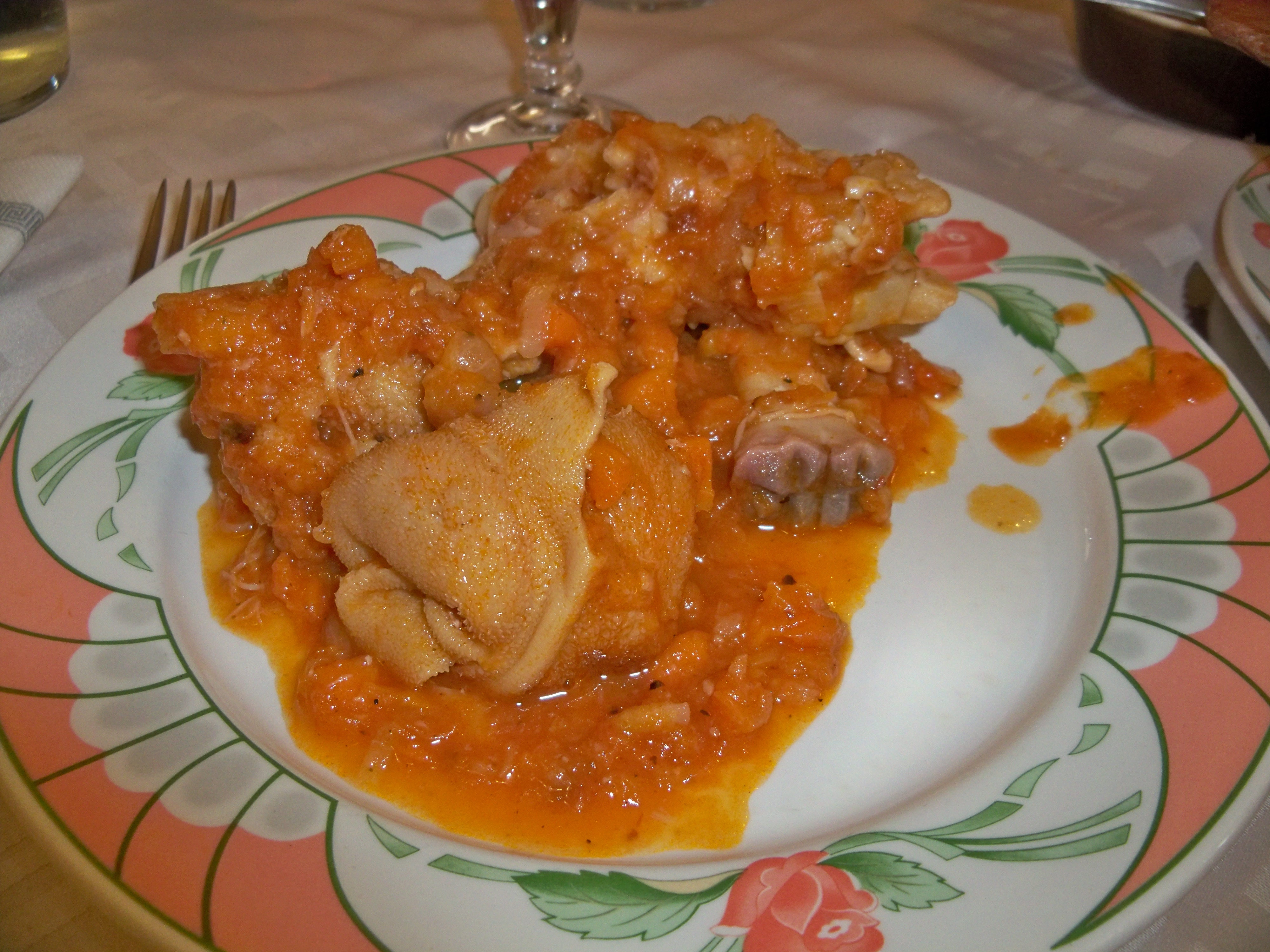
Francia Pieds et Paquets bárányláb pacalcsomagokkal
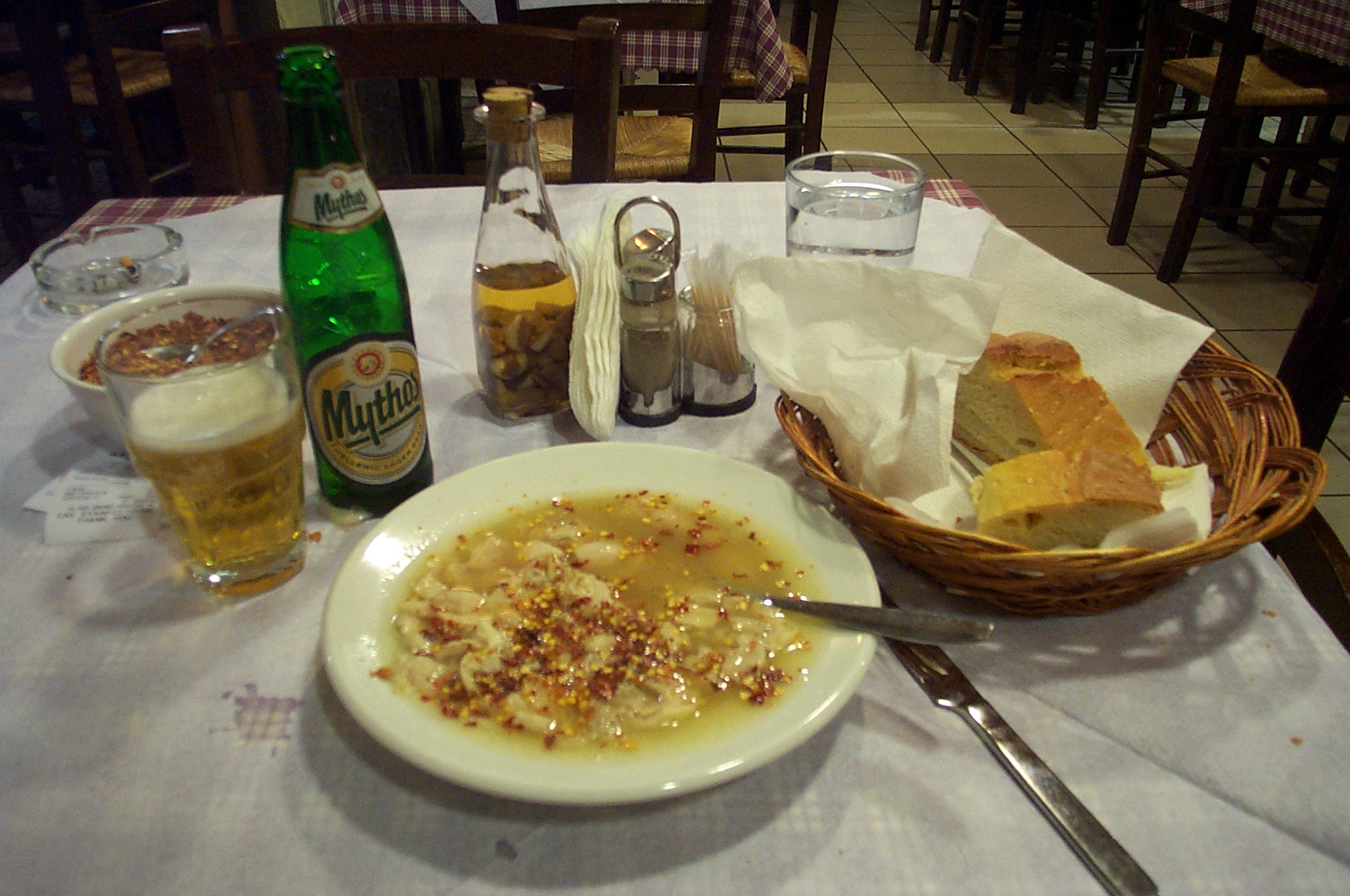
Görög pacal leves - Patsas Πατσας